# Вељати
Вељати (слч. Veľaty) насељено је мјесто са административним статусом сеоске општине (слч. obec) у округу Требишов, у Кошичком крају, Словачка Република.

## Становништво
| Година:    | 1994. | 2004.   | 2014.   | 2024.   |
| ---------- | ----- | ------- | ------- | ------- |
| Број људи: | 849   | 819     | 856     | 818     |
| Разлика:   |       | -3,53 % | +4,51 % | -4,43 % |

| Година:    | 2023. | 2024.   |
| ---------- | ----- | ------- |
| Број људи: | 829   | 818     |
| Разлика:   |       | -1,32 % |

Према подацима о броју становника из 2011. године насеље је имало 858 становника.